# Николаус VI фон Хунолщайн
Николаус VI фон Хунолщайн (на немски: Nikolaus VI von Hunolstein; † между януари и февруари 1455) е наследствен господар и фогт на замък Хунолщайн в Морбах, Хунсрюк (Рейнланд-Пфалц).

## Произход и наследство
Той е единственият син на фогт Николаус V фон Хунолщайн († сл. 28 февруари 1431) и втората му съпруга Ида фон Ербах-Ербах († сл. 1402), вдовица на Конрад II фон Хоенфелс († 1392), дъщеря на шенк Еберхард VIII фон Ербах-Ербах († 1373) и графиня Елизабет фон Катценелнбоген († 1385). Така той е полубрат по майчина линия на Еберхард I фон Хоенфелс († 1432).
Николаус VI фон Хунолщайн умира между януари и февруари 1455 г. и е погребан в Ноймаген.
Старата династична линия на наследствените „фогтове фон Хунолщайн“ измира през 1488 г. и тяхната собственост е взета от архиепископите на Трир.

## Фамилия
Николаус VI фон Хунолщайн се жени на 4 юли 1414 г. за Демудис Кемерер фон Вормс-Далберг († сл. 3 април 1455), дъщеря на Йохан X Кемерер фон Вормс († 9 октомври 1415) и Анна фон Бикенбах († 22 март 1415). Те имат десет деца:
- Герхард фогт фон Хунолщайн († сл. 1446)
- Фридрих фогт фон Хунолщайн († сл. 1468)
- Хайнрих († 24 февруари 1486), фогт и господар на Хунолщайн, женен на 23 март 1466 г. за Елизабет фон Болхен († между 31 октомври 1506 – 27 август 1507) и има дъщеря:
  - Елизабет фогт фон Хунолщайн-Ноймаген († сл. 4 юни 1538), наследничка на Ноймаген и Санкт-Йоханисберг, омъжена на 11 септември 1497 г. за Салентин VII фон Изенбург, господар на Залм-Хунолщайн († сл. 24 септември 1534)
- Николас фогт фон Хунолщайн († сл. 1487)
- Филип фогт фон Хунолщайн († 15 август 1480)
- Ирмгард фогт фон Хунолщайн († сл. 1478/1480), омъжена 1444 г. за Йохан III фон Виненбург-Байлщайн II († сл. 12 март 1470)
- София фогт фон Хунолщайн († сл. 1500)
- Анна фон Хунолщайн
- Ида фон Хунолщайн
- Маргарета фон Хунолщайн